# Maria Assumpció Català i Poch
Maria Assumpció Català i Poch (Barcelona, 14 de juliol de 1925 - 3 de juliol de 2009) fou una matemàtica i astrònoma catalana. Va ser la primera dona a obtenir el doctorat en Matemàtiques per la Universitat de Barcelona, l'any 1970.

## Biografia
Nascuda a Barcelona, la seva família es va traslladar a Montblanc, on el seu pare treballava, i allà va començar els seus estudis primaris. De tornada a Barcelona va anar a una escola de monges i, després de la guerra civil, va acabar el batxillerat a l'Institut Maragall.De 1947 a 1952 va estudiar Ciències matemàtiques a la Facultat de Ciències de la Universitat de Barcelona i després hi va fer el doctorat.
Mentre feia el doctorat va començar la seva activitat docent que va continuar fins a 1991. Començà com a ajudanta de la Secció d'Astronomia del Seminari Matemàtic de Barcelona, lligat al Patronat Alfons el Savi del CSIC. Posteriorment, va treballar a l'Institut Henri Poincaré i al Laboratori de Dinàmica i Estadística Estel·lars, i també va col·laborar amb la Càtedra especial de Tecnologies de l'Espai de la Universitat Politècnica de Catalunya.
El 1970 fou la primera dona a obtenir el doctorat en Matemàtiques per la Universitat de Barcelona, amb la tesi Contribució a l'estudi de la dinàmica dels sistemes estel·lars a simetria cilíndrica, i va ser professora de matemàtiques i astronomia a la Universitat de Barcelona. Va dur a terme observacions sistemàtiques de taques solars durant més de trenta anys i va representar l'estat espanyol a la Unió Astronòmica Internacional.

## Reconeixements
El 21 d'abril de 2009, uns mesos abans de morir, va rebre la Creu de Sant Jordi.
El 4 de març de 2016 es va batejar amb el seu nom el telescopi ubicat al Centre d'Observació de l'Univers, al Parc Astronòmic Montsec.
L'any 2017 el consell plenari del districte de l'Eixample de Barcelona va decidir elevar a la Comissió del Nomenclàtor la proposta d'identificar amb el seu nom un interior d'illa. El 21 d'abril de 2018 es va descobrir la placa de l'interior d'illa que duu el seu nom.